# Коса вінок (зачіска)

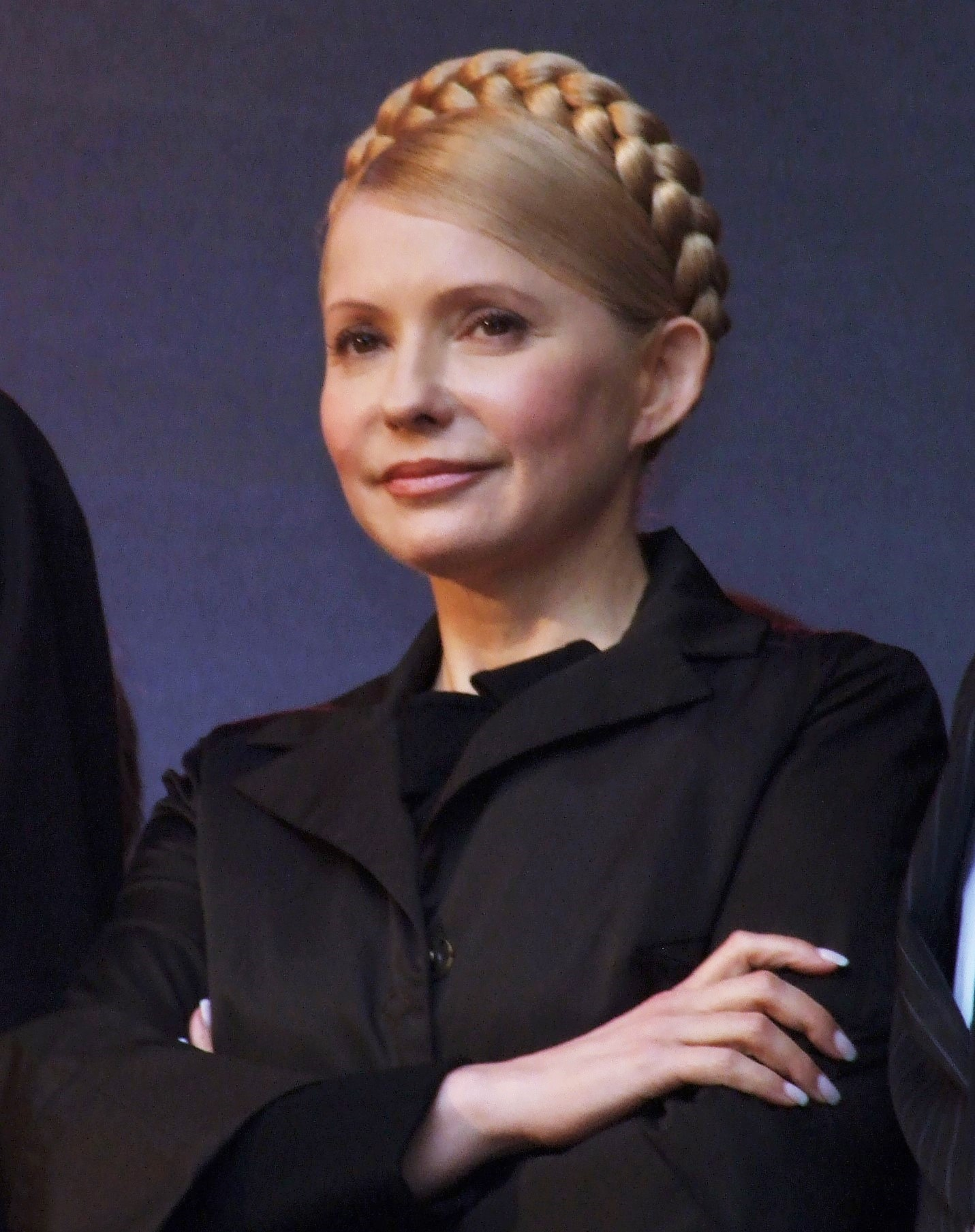
Юлія Тимошенко з косою вінок

Коса вінок (коса корона)  - це зачіска у вигляді коси що закріплена колом навколо маківки, тобто навколо верхньої частини голови. Зачіска вінок є традиційною українською зачіскою, елементом української культури .
Зачіска стала популярною в Світі після того як стала зачіскою прем'єр-міністра України Юлії Тимошенко. Після цього таку зачіску носили такі світові зірки як Скарлет Йохансон, Крістіна Агілера.
В традиційній українській культурі зачіска вінок, символізує родючість природи загалом і родючість жінки зокрема.

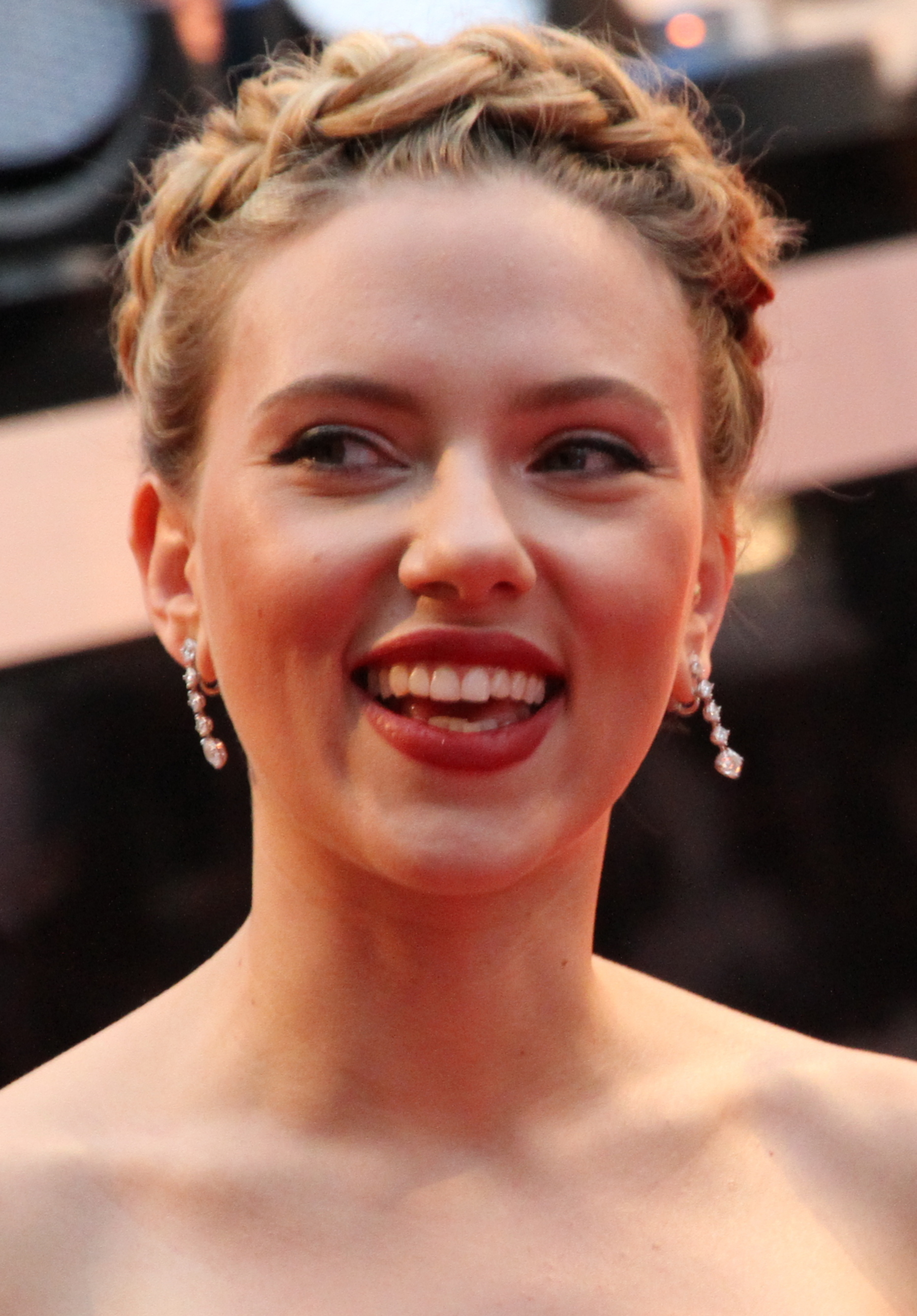
Скарлет Йохансон з зачіскою коса вінок

Зачіска вінок може прикрашатися квітами,травами або різно кольоровими шнурками. Українки ще з дохристиянських часів плели коси вінки для участі в святкуваннях, особливо на свято Івана Купала символічно відмічаючи літнє сонцестояння.